# Daydream Island
Daydream Island är en ö i Australien. Den ligger i delstaten Queensland, omkring 910 kilometer nordväst om delstatshuvudstaden Brisbane. Arean är 0,24 kvadratkilometer. Den sträcker sig 1,0 kilometer i nord-sydlig riktning, och 0,3 kilometer i öst-västlig riktning.
Savannklimat råder i trakten. Genomsnittlig årsnederbörd är 1 584 millimeter. Den regnigaste månaden är februari, med i genomsnitt 422 mm nederbörd, och den torraste är oktober, med 17 mm nederbörd.